# تئاتر پنتیجز (هالیوود)
تئاتر پنتیجز (انگلیسی: Pantages Theatre) یک سالن نمایش در هالیوود، لس آنجلس است.
این تئاتر که در سال ۱۹۳۰ شده ۲٬۷۰۳ نفر ظرفیت دارد و ۱۱ دوره میزبان مراسم جایزه اسکار بوده است.

## نگارخانه

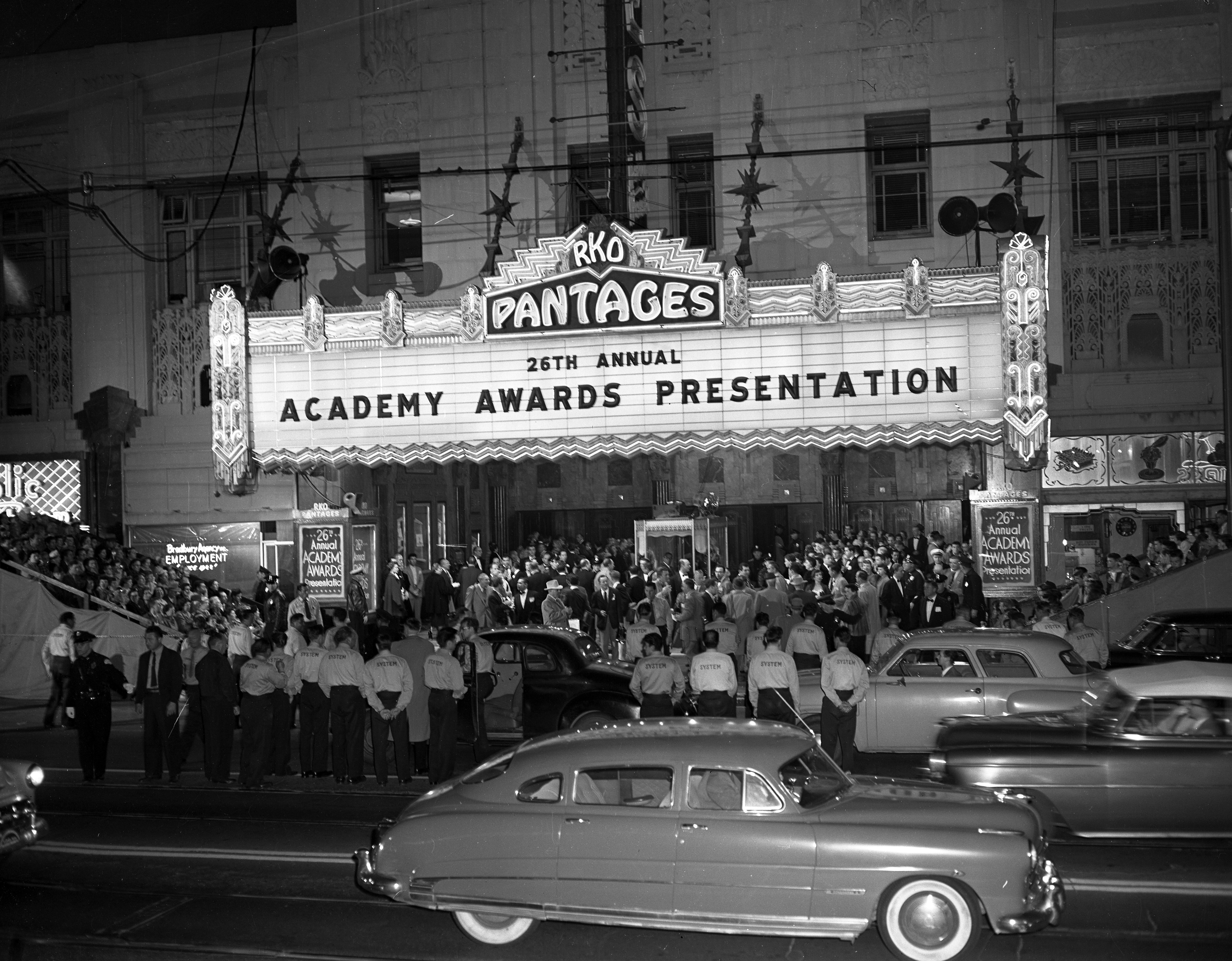
بیست و ششمین دوره جوایز اسکار، ۱۹۵۶
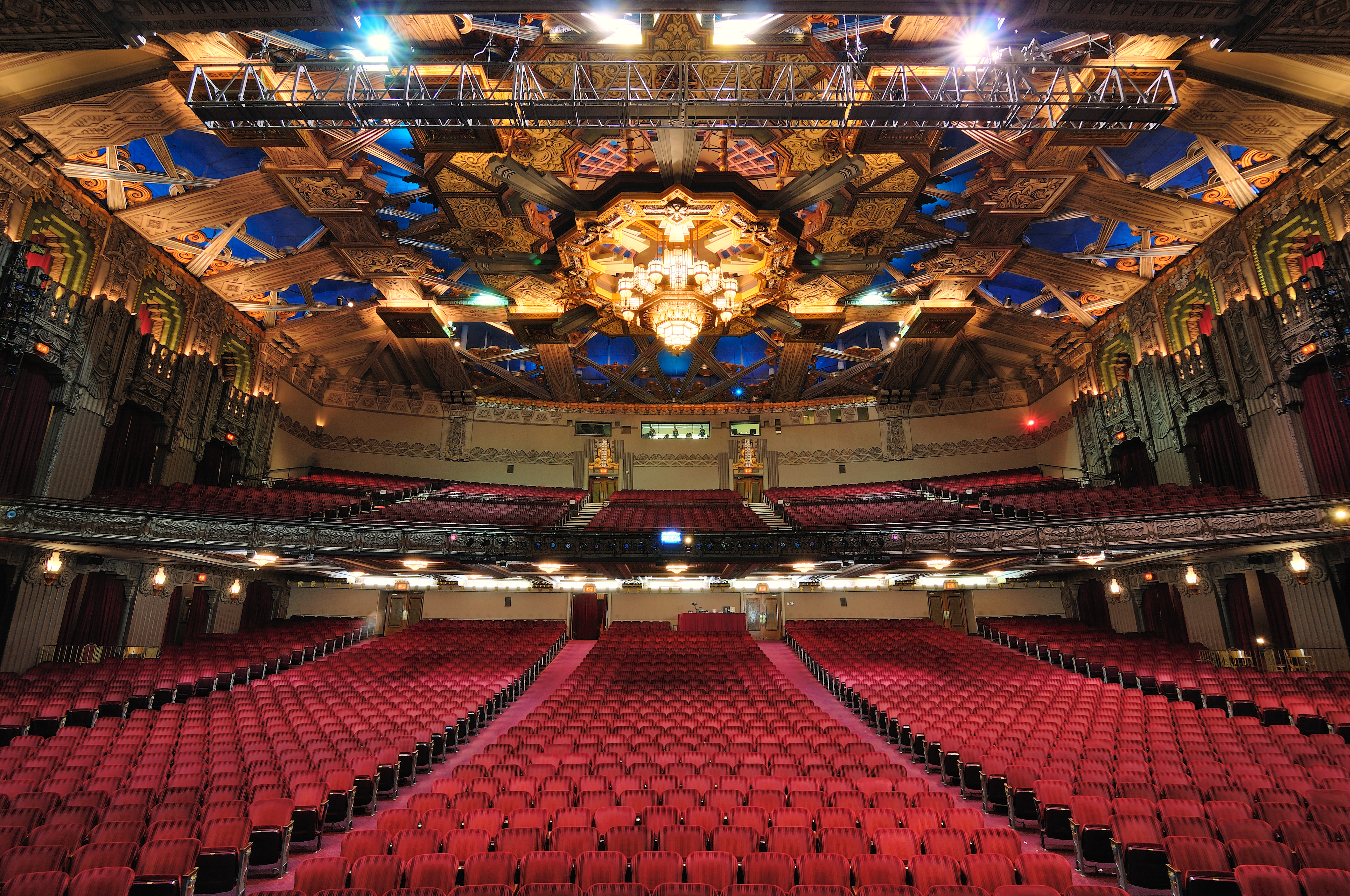
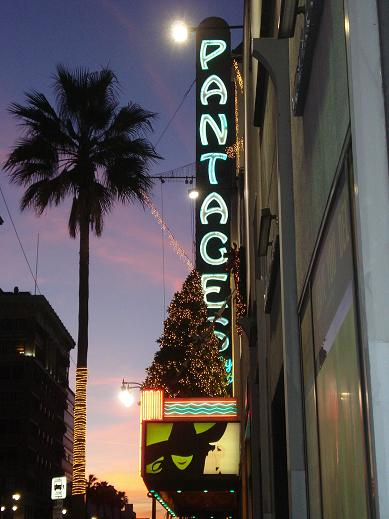